# Gran Premio Industria e Commercio di Prato 1962
Il Gran Premio Industria e Commercio di Prato 1962, diciassettesima edizione della corsa, si svolse il 26 agosto 1962 su un percorso di 237 km, con partenza e arrivo a Prato. La vittoria fu appannaggio dell'italiano Bruno Mealli, che completò il percorso in 5h56'27", alla media di 39,893 km/h, precedendo i connazionali Luigi Mele e Guido De Rosso.

## Ordine d'arrivo (Top 10)
| Pos. | Corridore            | Squadra            | Tempo    |
| ---- | -------------------- | ------------------ | -------- |
| 1    | Bruno Mealli         | Ignis-Moschettieri | 5h56'27" |
| 2    | Luigi Mele           | Gazzola-Fiorelli   | s.t.     |
| 3    | Guido De Rosso       | Molteni            | s.t.     |
| 4    | Giorgio Zancanaro    | Philco             | a 1'31"  |
| 5    | Giovanni Garau       | Ignis-Moschettieri | s.t.     |
| 6    | Angelino Soler       | Ghigi              | s.t.     |
| 7    | Ercole Baldini       | Ignis-Moschettieri | a 3'23"  |
| 8    | Alfredo Sabbadin     | Gazzola-Fiorelli   | s.t.     |
| 9    | Vendramino Bariviera | Ghigi              | s.t.     |
| 10   | Giuseppe Pardini     | Ignis-Moschettieri | s.t.     |